# Кизилкайнар (Жамбильський район)
Кизилкайна́р (каз. Қызылқайнар) — село у складі Жамбильського району Жамбильської області Казахстану. Адміністративний центр Кизилкайнарського сільського округу.
Населення — 3243 особи (2021; 3732 у 2009, 2915 у 1999, 2556 у 1989).